# Centru Galactic

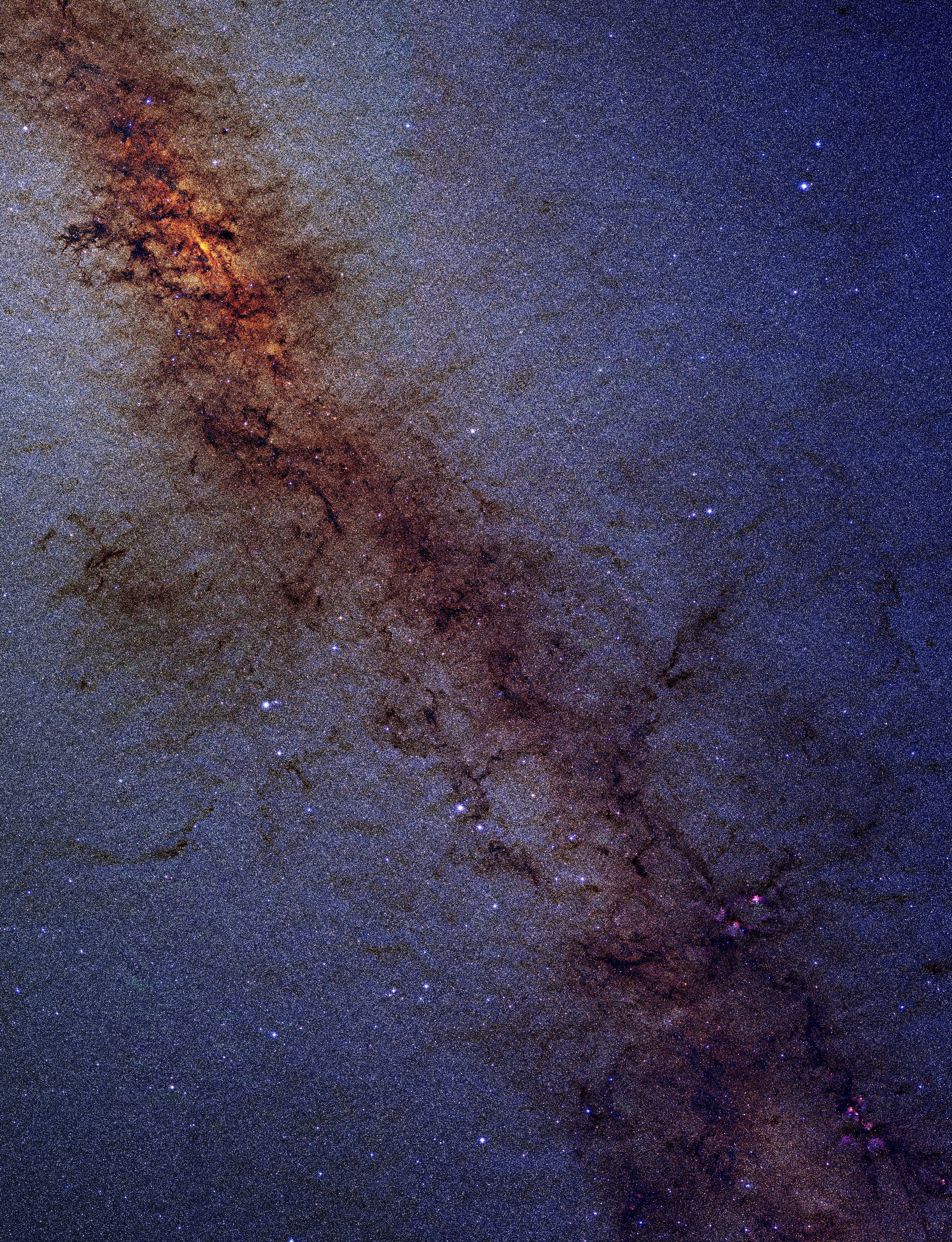
Centrul galactic, văzut cu un telescop în infraroșu 2MASS, este situat în partea luminoasă din stânga sus a imaginii

Centrul Galactic este centrul aflat în stare de mișcare al galaxiei Calea Lactee. Se află la o distanță de 8.33±0.35 kPc (~27.000±1000 ani lumină) de Pământ în direcția  constelațiilor Săgetătorul, Ophiuchus și Scorpionul în locul în care Calea Lactee apare cea mai luminoasă. Se crede că o gaură neagră supermasivă (Sagittarius A*) se găsește în centrul galaxiei Calea Lactee.

## Coordonatele Centrului Galactic
Coordonatele ecuatoriale ale Centrului Galactic (epoca J2000.0) sunt :
- ascensie dreaptă (α): 17h 45m 40,04s ;
- declinație (δ): −29° 00′ 28,1″.

Coordonatele galactice ale Centrului Galactic (epoca J2000.0) sunt:
- longitudine galactică (ℓ): 359.9443° ;
- latitudine galactică (b): −00.0462°.

## Constante galactice
În 1985, Adunarea Generală a Uniunii Astronomice Internaționale a recomandat utilizarea valorilor următoare pentru, pe de o parte, distanța de la Soare la Centrul Galactic (notată cu R0) și, pe de altă parte, viteza circulară a Soarelui în jurul Centrului Galactic (θ0) :
- R0 = 8,5 ± 1,1 kpc (∼27.700 a.l.);
- θ0 = 220 km⋅s-1.

Ea nu a recomandat valori pentru constantele lui Oort (notate cu A și B), dar a remarcat faptul că dacă se cunosc valorile recomandate  pentru R0 și θ0, diferența A – B este:
- A – B = 25,9 km⋅s-1⋅kpc-1.